# Mirza Tahir Ahmad
Mirza Tahir Ahmad (18 december 1928 - 19 april 2003) was de vierde Khalifatul Masih, de leider van de Ahmadiyya Moslim Gemeenschap. Hij was een zoon van de tweede kalief Mirza Bashiruddin Mahmood Ahmad en kleinzoon van Mirza Ghulam Ahmad. Hij was een bedreven homeopaat.
Hij studeerde aan de theologieschool van Rabwah, en daarna studeerde hij in Londen. Hij werd verkozen tot vierde kalief in 1982.
Hij benadrukte het dragen van de hoofddoek, alsook het verspreiden van de gemeenschap en uitnodigen van nieuwe leden, onder andere via de satelliet-zender Muslim Television Ahmadiyya.
Als gevolg van de vervolgingen van ahmadimoslims moest Mirza Tahir Ahmad in 1984 uit Pakistan emigreren, waarna hij het hoofdkwartier van de Ahmadiyya Moslim Gemeenschap vestigde in Southfields, (Londen).

## Vervolging in 1984
De regering van de Pakistaanse dictator Zia ul Haq keurde in 1984 Verordening XX goed, die Ahmadi-moslims verbood om hun geloof te prediken en of om hen moslims te noemen. Als gevolg van deze verordening, kunnen Ahmadi-moslims die zich voordoen als moslims gestraft worden met een gevangenisstraf van 3 jaar. Het is onder andere verboden de Azan te gebruiken, de Islamitische groet te gebruiken, de Koran te reciteren, hun centrum 'moskee' te noemen, enz.

## Werken
- Revelation, Rationality, Knowledge and Truth
- Islam's Response to Contemporary Issues
- Murder in de Name of Allah
- An Elementary Study of Islam
- The Gulf Crisis and the New World Order
- Seal of Prophethood
- Homoeopathy

## Overlijden

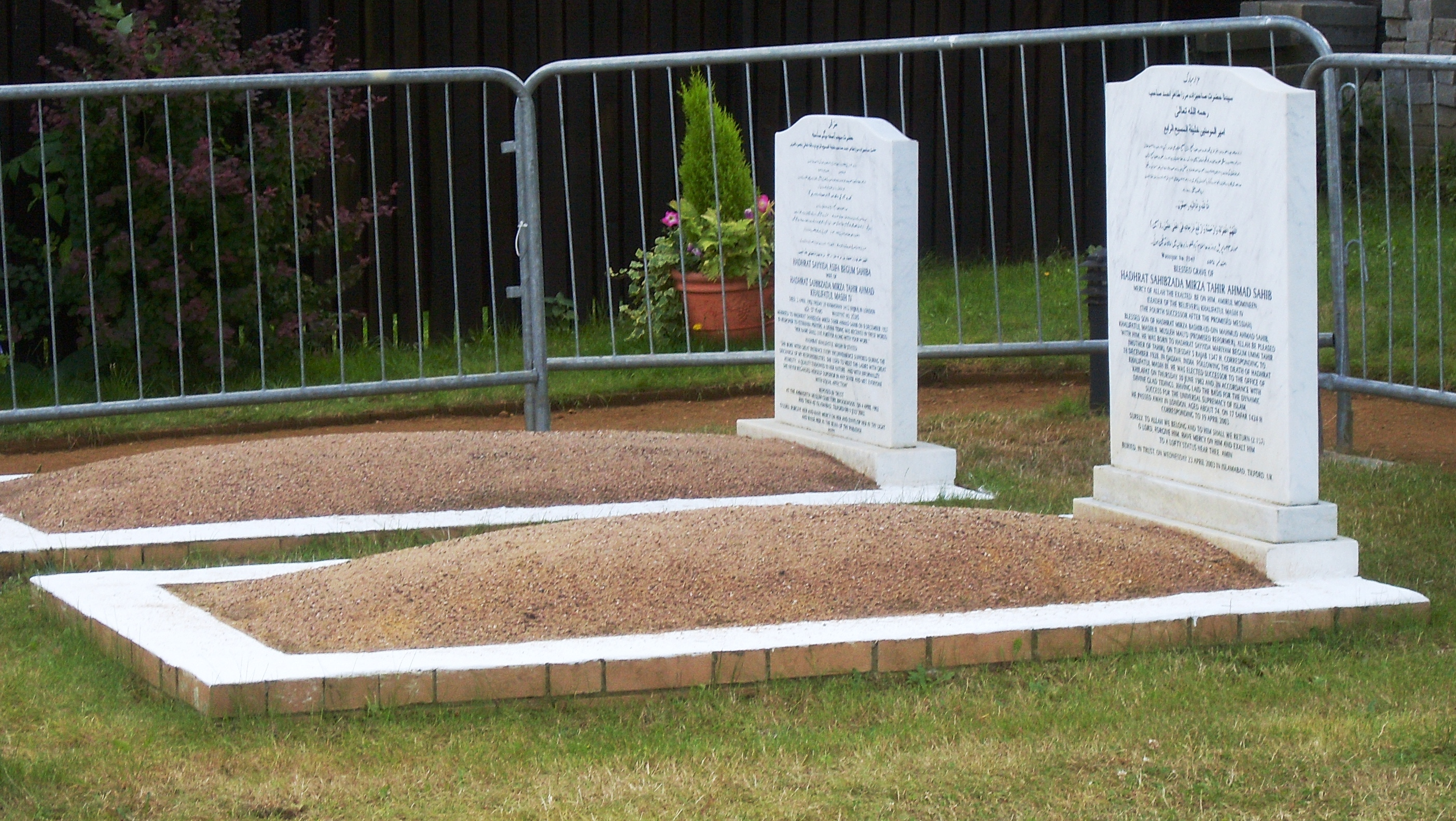
Het graf van de kalief in Tlford (VK).

Mirza Tahir Ahmad overleed op 19 april 2003 en werd begraven in "Islamabad" in Tilford, Surrey (Verenigd Koninkrijk). Hij is de eerste kalief die niet in India of Pakistan begraven werd.